# Bob- und Skeleton-Weltmeisterschaften 2023/Zweierbob (Männer)
Der Zweierbob-Wettbewerb der Männer bei den Bob- und Skeleton-Weltmeisterschaften 2023 fand am 28. und 29. Januar statt. Deutschland war mit vier Teams am Start, Gastgeber Schweiz stellte drei Bobs, Österreich zwei und Liechtenstein einen.

## Aktuelle Titelträger
| Olympiasieger | DeutschlandFrancesco Friedrich Thorsten Margis    | Peking 2022    |
| Weltmeister   | DeutschlandFrancesco Friedrich Alexander Schüller | Altenberg 2021 |

## Ergebnisse
| Rang | #  | Athleten                                | Nation              | Lauf 1     | Lauf 1 | Lauf 2     | Lauf 2 | 1. Tag     | Lauf 3     | Lauf 3 | Lauf 4     | Lauf 4 | Gesamt     | Gesamt      |
| Rang | #  | Athleten                                | Nation              | Zeit (min) | Rang   | Zeit (min) | Rang   | Zeit (min) | Zeit (min) | Rang   | Zeit (min) | Rang   | Zeit (min) | Defizit (s) |
| ---- | -- | --------------------------------------- | ------------------- | ---------- | ------ | ---------- | ------ | ---------- | ---------- | ------ | ---------- | ------ | ---------- | ----------- |
| 1    | 10 | Johannes Lochner Georg Fleischhauer     | Deutschland         | 1:05,69    | 2      | 1:05,22    | 1      | 2:10,91    | 1:05,26    | 1      | 1:05,67    | 5      | 4:21,84    | –           |
| 2    | 9  | Francesco Friedrich Alexander Schüller  | Deutschland         | 1:05,78    | 3      | 1:05,45    | 2      | 2:11,23    | 1:05,63    | 5      | 1:05,47    | 2      | 4:22,33    | +0,49       |
| 3    | 7  | Michael Vogt Sandro Michel              | Schweiz             | 1:05,62    | 1      | 1:05,68    | 6      | 2:11,30    | 1:05,57    | 2      | 1:05,47    | 2      | 4:22,34    | +0,50       |
| 4    | 6  | Christoph Hafer Matthias Sommer         | Deutschland         | 1:05,88    | 5      | 1:05,57    | 3      | 2:11,45    | 1:05,66    | 6      | 1:05,59    | 4      | 4:22,70    | +0,86       |
| 5    | 8  | Brad Hall Taylor Lawrence               | Großbritannien      | 1:05,82    | 4      | 1:05,57    | 3      | 2:11,39    | 1:05,62    | 4      | 1:05,76    | 6      | 4:22,77    | +0,93       |
| 6    | 2  | Emīls Cipulis Matīss Miknis             | Lettland            | 1:06,22    | 8      | 1:05,65    | 5      | 2:11,87    | 1:05,61    | 3      | 1:05,46    | 1      | 4:22,94    | +1,10       |
| 7    | 22 | Romain Heinrich Dorian Hauterville      | Frankreich          | 1:06,01    | 6      | 1:05,92    | 8      | 2:11,93    | 1:05,87    | 8      | 1:05,94    | 10     | 4:23,74    | +1,90       |
| 8    | 1  | Timo Rohner Luca Rolli                  | Schweiz             | 1:06,28    | 10     | 1:05,87    | 7      | 2:12,15    | 1:06,18    | 13     | 1:05,80    | 7      | 4:24,13    | +2,29       |
| 9    | 5  | Markus Treichl Markus Sammer            | Österreich          | 1:06,36    | 11     | 1:06,08    | 10     | 2:12,44    | 1:05,79    | 7      | 1:05,95    | 11     | 4:24,18    | +2,34       |
| 10   | 12 | Patrick Baumgartner Eric Fantazzini     | Italien             | 1:06,21    | 7      | 1:06,07    | 9      | 2:12,28    | 1:06,22    | 14     | 1:06,04    | 13     | 4:24,54    | +2,70       |
| 11   | 15 | Mihai Țentea Ciprian Daroczi            | Rumänien            | 1:06,50    | 12     | 1:06,14    | 11     | 2:12,64    | 1:06,12    | 11     | 1:05,91    | 9      | 4:24,67    | +2,83       |
| 12   | 26 | Boris Vain Antoine Riou                 | Monaco              | 1:06,59    | 16     | 1:06,35    | 13     | 2:13,04    | 1:06,17    | 12     | 1:05,83    | 8      | 4:24,94    | +3,10       |
| 13   | 21 | Jēkabs Kalenda Dāvis Spriņģis           | Lettland            | 1:06,51    | 13     | 1:06,55    | 17     | 2:13,06    | 1:06,04    | 10     | 1:05,96    | 12     | 4:25,06    | +3,22       |
| 14   | 18 | Li Chunjian Ding Song                   | Volksrepublik China | 1:06,51    | 13     | 1:06,37    | 14     | 2:12,88    | 1:06,26    | 15     | 1:06,36    | 16     | 4:25,50    | +3,66       |
| 15   | 13 | Adam Dobeš Jáchym Procházka             | Tschechien          | 1:06,56    | 15     | 1:06,45    | 15     | 2:13,01    | 1:06,40    | 17     | 1:06,25    | 15     | 4:25,66    | +3,82       |
| 16   | 19 | Pat Norton Cyrus Gray                   | Kanada              | 1:06,86    | 18     | 1:06,84    | 20     | 2:13,70    | 1:05,97    | 9      | 1:06,12    | 14     | 4:25,79    | +3,95       |
| 17   | 17 | Kim Jin-su Samuel Park                  | Südkorea            | 1:06,65    | 17     | 1:06,49    | 16     | 2:13,14    | 1:06,30    | 16     | 1:06,36    | 16     | 4:25,80    | +3,96       |
| 18   | 20 | Geoffrey Gadbois Martin Christofferson  | Vereinigte Staaten  | 1:07,07    | 23     | 1:06,66    | 19     | 2:13,73    | 1:06,68    | 20     | 1:06,45    | 18     | 4:26,86    | +5,02       |
| 19   | 16 | Mattia Variola Delmas Obou              | Italien             | 1:07,09    | 24     | 1:06,93    | 21     | 2:14,02    | 1:06,44    | 18     | 1:06,55    | 20     | 4:27,01    | +5,17       |
| 20   | 23 | Axel Brown Shakeel John                 | Trinidad und Tobago | 1:07,14    | 25     | 1:07,32    | 26     | 2:14,46    | 1:06,55    | 19     | 1:06,52    | 19     | 4:27,53    | +5,69       |
| 21   | 24 | Matěj Běhounek Dominik Záleský          | Tschechien          | 1:06,86    | 18     | 1:07,30    | 25     | 2:14,16    | 1:06,96    | 21     | DNQ        | DNQ    | DNQ        | DNQ         |
| 22   | 25 | Aleksy Boroń Seweryn Sosna              | Polen               | 1:07,06    | 22     | 1:06,96    | 22     | 2:14,02    | 1:07,22    | 24     | DNQ        | DNQ    | DNQ        | DNQ         |
| 23   | 30 | Jakob Mandlbauer Daiyehan Nichols-Bardi | Österreich          | 1:07,19    | 26     | 1:07,23    | 24     | 2:14,42    | 1:06,97    | 22     | DNQ        | DNQ    | DNQ        | DNQ         |
| 24   | 29 | Martin Kranz Lorenz Lenherr             | Liechtenstein       | 1:07,20    | 27     | 1:07,18    | 23     | 2:14,38    | 1:07,13    | 23     | DNQ        | DNQ    | DNQ        | DNQ         |
| 25   | 27 | Andrei Nica Mihai Calancea              | Rumänien            | 1:07,94    | 28     | 1:07,62    | 27     | 2:15,56    | 1:08,01    | 25     | DNQ        | DNQ    | DNQ        | DNQ         |
| 26   | 11 | Frank DelDuca Hakeem Abdul-Saboor       | Vereinigte Staaten  | 1:06,94    | 20     | 1:06,65    | 18     | 2:13,59    | 1:17,86    | 26     | DNQ        | DNQ    | DNQ        | DNQ         |
| 27   | 4  | Simon Friedli Andreas Haas              | Schweiz             | 1:06,22    | 8      | 1:06,34    | 12     | 2:12,56    | DNS        | DNS    | DNS        | DNS    | DNS        | DNS         |
| 28   | 3  | Taylor Austin Shaquille Murray-Lawrence | Kanada              | 1:06,96    | 21     | DNF        | DNF    |            |            |        |            |        |            |             |
|      | 14 | Adam Ammour Benedikt Hertel             | Deutschland         | DNF        | DNF    |            |        |            |            |        |            |        |            |             |
|      | 28 | Dražen Silić Mario Starek               | Kroatien            | DNF        | DNF    |            |        |            |            |        |            |        |            |             |